# Juan Gualberto
Juan Gualberto (Tavarnelle Val di Pesa, 985 o 995 - Abadía de Passignano, 12 de julio de 1073) fue un abad florentino, miembro de los benedictinos, quien fundó la Orden de Vallombrosa. 

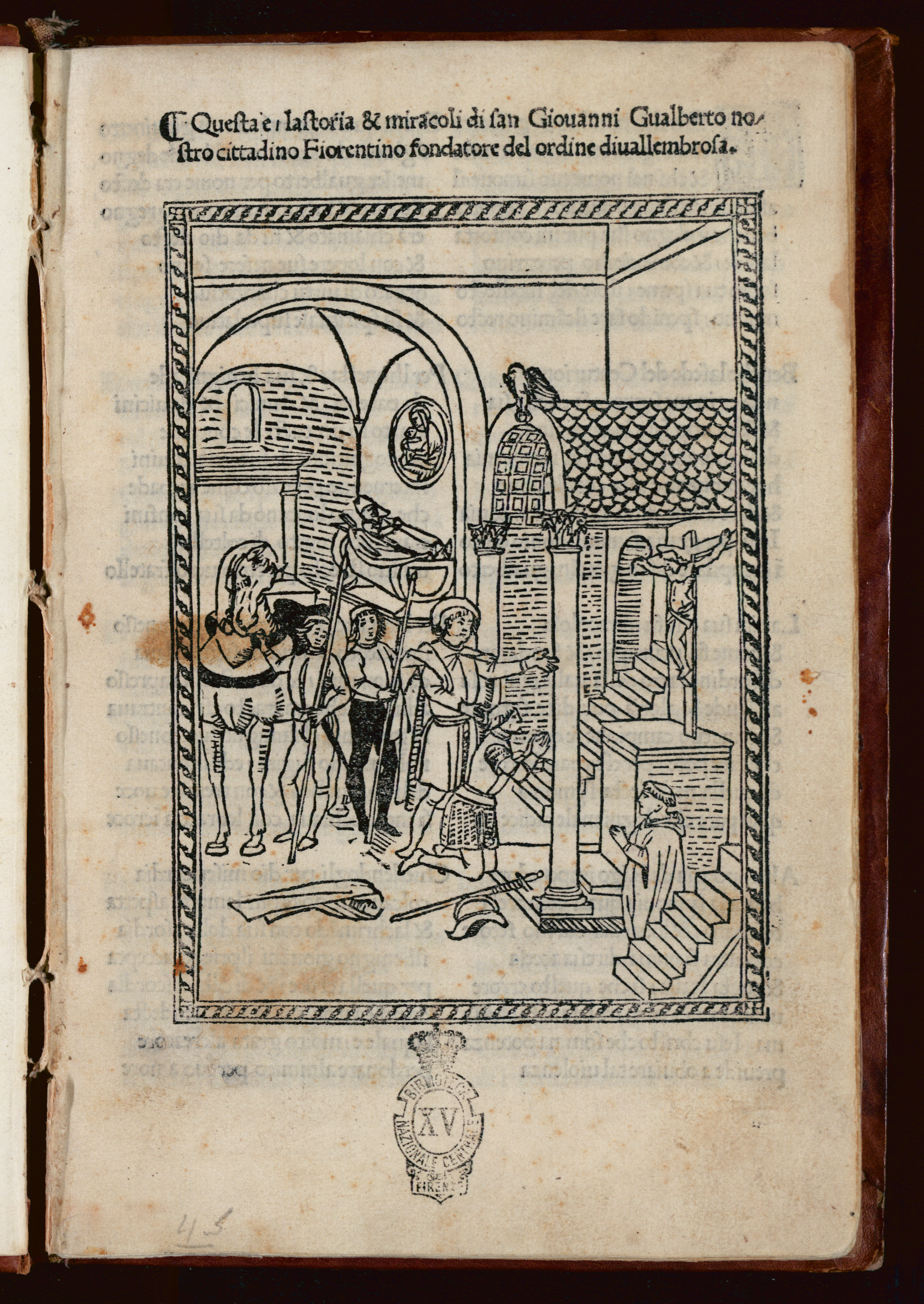
Bernardo Giambullari, Storia e miracoli di San Giovanni Gualberto, ca. 1500

Era miembro de la familia Visdomini de la nobleza florentina. Se hizo monje benedictino, a pesar de la oposición de su familia, en el monasterio de San Miniato al Monte.
En Italia, es el santo patrón de los parques, de los guardas forestales y en general de los profesionales forestales.
Canonizado en 1193.